# Pio Calletti
Pio Calletti (Forlì, 2 ottobre 1874 – Roma, 29 aprile 1947) è stato un funzionario e politico italiano.
Funzionario del Genio Civile e dell'ufficio speciale del Tevere, dal 1900 fu provveditore alle opere pubbliche per la Sicilia, direttore dell'Azienda Nazionale delle Strade e presidente di sezione del Consiglio di Stato. Presiedette il comitato dell'ingegneria del Consiglio Nazionale delle Ricerche. Fascista della prima ora, partecipò alla Marcia su Roma. Senatore dal 1939 è stato dichiarato decaduto dall'Alta Corte di Giustizia per le Sanzioni contro il Fascismo con sentenza del 21 ottobre 1944.